# تپه قاباز کوچک الف - ۰۵۰
تپه قاباز کوچک الف - ۰۵۰ مربوط به دوره اشکانیان است و در شهرستان شوشتر، روستای لنگر واقع شده و این اثر در تاریخ ۵ آذر ۱۳۸۰ با شمارهٔ ثبت ۴۲۷۲ به‌عنوان یکی از آثار ملی ایران به ثبت رسیده است.